# جرعة ضخمة من فيتامين سي

التركيب الكيميائي لـ فيتامين سي

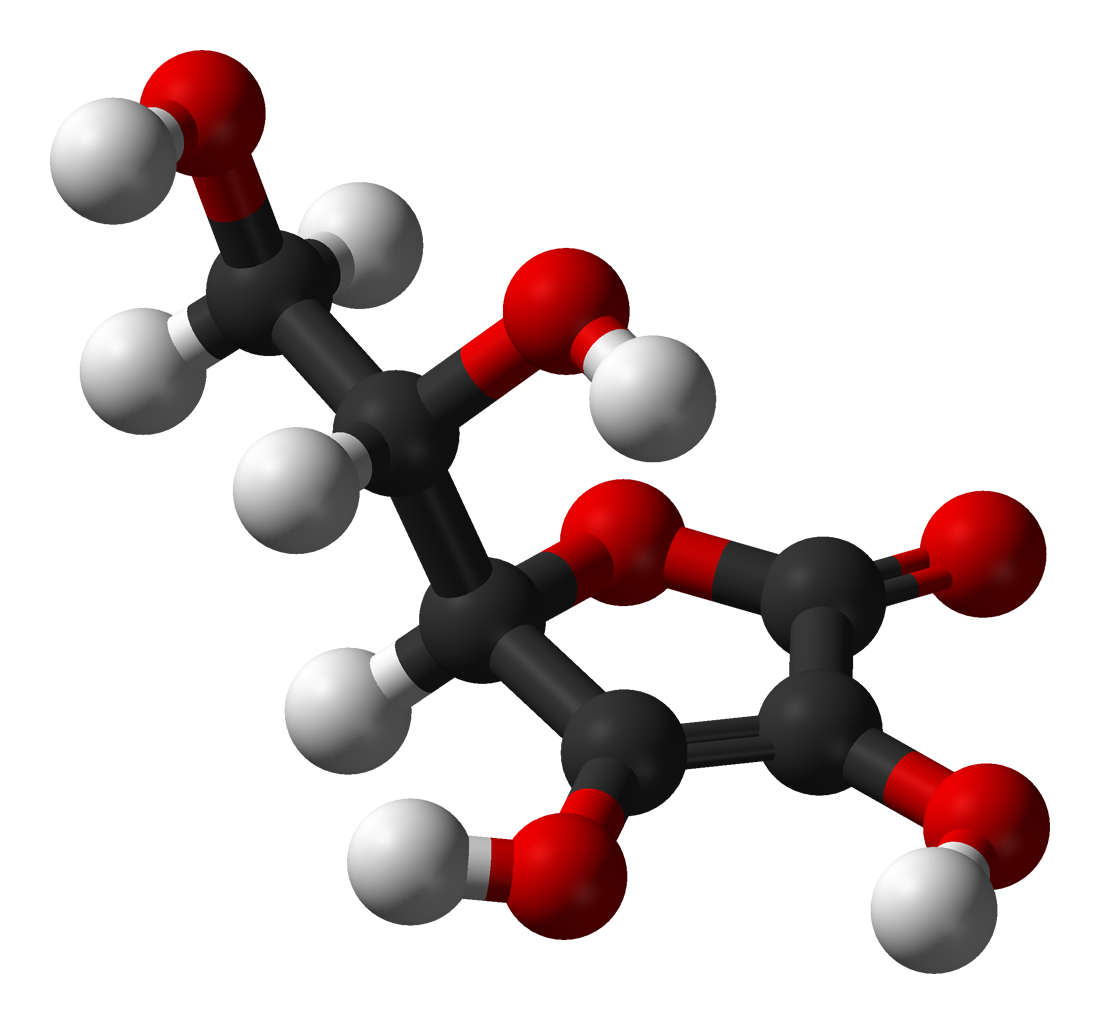
نموذجثلاثي الأبعاد من فيتامين سي

جرعة ضخمة من فيتامين سي (بالإنجليزية: Vitamin C megadosage)‏ هو استهلاك أو حقن فيتامين سي  في جرعات مماثلة للكميات التي يتم إنتاجها بواسطة الكبد في معظم الثدييات الأخرى. الجرعات التي يتم أخذها عن طريق الفم يتم تقسيمها على مدار اليوم.  بينما حقن مئات من الجرامات يوميا يتم ذلك من قبل بعض الأطباء لعلاج بعض الحالاث مثل، حالات التسمم، أو التعافي من صدمة معينة. الأشخاص الذين يتناولون فيتامين سي بجرعات كبيرة قد تستهلك الكثير من حبوب فيتامين سي كل يوم، أو يقومون باذابة حبوب فيتامين سي في الماء أو العصير أو أي مشروب آخر على مدار اليوم.
قال لينوس بولينغ، الذي فاز بجائزة نوبل في الكيمياء عام 1954 أن L-gulonolactone oxidase وهو الانزيم المسؤول عن جعل فيتامين سي فعال يكون ناقص بشكل كبير. وقد وضع البشر بعد التعديلات مقابل هذا النقص الذي يحدث في الإنزيم وهي بالفعل قد تؤثر على حياة البعض، ولا يزال أفضل إنتاج ل فيتامين سي يكون بسبب ذلك الانزيم من أجسام الأفراد أنفسهم
وادعى دعاة الطب البديل بما في ذلك ماتياس راث وباتريك هولفورد أن استخدام فيتامين سي بجرعات كبيرة يكون له تأثيرات وقائية وعلاجية على أمراض مثل السرطان والإيدز، ولكن الأدلة العلمية المتوفرة لا تدعم هذه المزاعم. وتشير بعض التجارب تأثير فيتامين سي إذا تم ادماجة مع العلاجات الأخرى، ولكن هذا لا يعني أن جرعات كبيرة من فيتامين سي في حد ذاتها لها تأثير علاجي.

## خلفية عامة عن فيتامين سي
توصي منظمة الصحة العالمية أن الاستهلاك اليومي 45 ملليغرام / يوميا من فيتامين سي للبالغين الأصحاء، و25-30 ملغ / يوم عند الرضع. حيث يعد فيتامين سي ضروري لإنتاج الكولاجين والجزيئات الحيوية الأخرى، وللوقاية من داء الاسقربوط. فيتامين سي من الفيتامينات المضادة للأكسدة، والتي تم المصادقة عليه من قبل بعض الباحثين كعلاج مكمل لتحسين نوعية الحياة. منذ 1930، عندما أصبح الفيتامين متاح ولأول مرة بشكل نقي. هناك أنواع معينة من الحيوانات، بما في ذلك القرود نسناسيات بسيطة الأنف، وبعض الأنواع من القوارض (بما في ذلك خنازير غينيا وخنازير الماء)، معظم أنواع الخفافيش، والعديد من الطيور الجاثمة، وحوالي 96% من الأسماك، لا يتم إنتاج فيتامين سي داخليا في أجسامها.
اعتبر فيتامين سي تقريبا حلا سحريا من قبل البعض منذ اكتشافه، على الرغم من أن هذا أدى إلى شكوك من قبل الآخرين بسبب المبالغة في ذلك الأمر. تمت ترقية فيتامين سي في الطب البديل لعلاج نزلات البرد، والسرطان، وشلل الأطفال وأمراض مختلفة أخرى. وتستند التوصيات باستخدام جرعات ضخمة من فيتامين سي أساسا على التأمل النظري والدراسات الرصدية، مثل تلك التي نشرتها فريد كلينر عام 1940. هناك حركات قوية للدعوة لمثل هذه الجرعات الضخمة من فيتامين سي، والتجارب الرسمية تتراوح بين 10 و 200+ غرام في اليوم الواحد. التأثير السلبى الوحيد والمتكرر بشكل كبير عند استخدام فيتامين سي بجرعات كبيرة أنه ملين ويسبب الإسهال. وذلك عند استخدامه بكميات كبيرة لفترات طويلة. الحد الأعلى المسموح به من فيتامين سي 2 غرام للمرة الأولى في عام 2000، وذلك بسبب أنه ملين خفيف على المعدة ويسبب الإسهال.
حوالي 70-90% من فيتامين سي يتم امتزازة في الجسم عندما يؤخذ عن طريق الفم وتكون جرعة الفيتامين الطبيعية حوالى (30-180 ملغ يوميا). الامتزاز يكون حوالي% 50 فقط عند تناول جرعات يومية تقدر بـ 1 غرام. تناول الفيتامين عن طريق الفم، حتى مع الجرعات الكبيرة، لا يستطيع أن يرفع تركيز الدم فوق 0.22mM.

## فرضية نقص فيتامين سي
البشر وغيرها من الأنواع التي لا تنتج فيتامين سي بداخلها، تحمل إنزيم غير فعال يسمى بـ L-gulonolactone oxidase، وقد حدثت تلك الطفرة في الخطوة الرابعة والأخيرة لإنتاج الأسكوربات منذ حوالى 25-40 مليون سنة مضت. ولا يزال هناك ثلاث إنزيمات فقط تقوم بإنتاج فيتامين سي ولكن هذه الخطوة غير فعالة أيضا داخل أجسامنا ويقوم الجسم بالتخلص منها.
في عام 1960، لينوس بولينغ الحائز على جائزة نوبل في الكيمياء، بعد الاتصال مع ايروين ستون، بدأ نشاط ترويج فيتامين سي كوسيلة لتحسن كبير على صحة الإنسان ومقاومة الأمراض. كان كتابه كيف تعيش حياة أطول وتشعر بحياة أفضل من أكثر الكتب مبيعا حيث نصح بتناول أكثر من 10 غراما يوميا من فيتامين سي عن طريق الفم، وبالتالي يقترب من الكمية التي ينتجها الكبد مباشرة إلى الدورة الدموية في الثدييات الأخرى مثل الماعز، وهو مثال نموذجي لحيوان يقوم بإنتاج فيتامين سي، حيث يقوم بتصنيع أكثر من 13000 ملغ من فيتامين سي يوميا في الصحة العادية وأكثر من ذلك بكثير عندما يكون مريضا.
ماتياس راث هو الطبيب الألماني المثير للجدل الذي كان يعمل مع بولينغ  حيث قام بنشر مقالين لمناقشة العلاقة المحتملة بين البروتين الدهني وفيتامين سي. وهو مؤيد نشط لتناول جرعات عالية من فيتامين سي. كان لكل من بولينغ وراث رأى في الوفيات الناجمة عن داء الاسقربوط في البشر خلال العصر الجليدي عندما كان فيتامين سي نادر، أن هؤلاء الأشخاص كان يمكن إصلاح الشرايين المغطاة بطبقة من الكوليسترول باستخدام الفيتامين.
يعتقد ستون وبولينغ أن الاحتياج اليومي الأمثل لفيتامين سي حوالي 2300 ملليغرام للإنسان الذي يحتاج 2500 سعرة حرارية في اليوم.
انتقد بولينغ الجرعة التي حددتها الولايات المتحدة لتناول فيتامين سي، لافتا إلى أن تلك الجرعة تحمي متناولها من الإصابة بمرض الاسقربوط وفقط. وليست الكمية التي يجب تناولها ليكون الإنسان صحيحا بشكل كامل.

## الأعراض الجانبية
على الرغم من أن فيتامين سي خالى من السمية، إلى أن هناك أثار جانبية معروفة من تناول فيتامين سي، وقيل أن حقن الفيتامين في الوريد ينبغي أن يتم وسط بيئة طبية وأفراد مدربين.
- هناك بعض الحالات الوراثية التي يكون فيها نقص إنزيم glucose-6-phosphate dehydrogenase (G6PD يمكن أن يسبب مرض فقر الدم الانحلالي بعد استخدام علاج فيتامين سي. اختبار نقص G6PD هو اختبار مهم قبل استخدام فيتامين سي حتى لا تحدث مشكلة.
تظل مستويات الدم من فيتامين سي ثابتة وهي حوالي 200 ملغ يوميا. على الرغم من قدرة الجسم على تحمل فيتامين سي بجرعات أكبر من ذلك، يمكن أن تحدث تأثيرات ضارة عند تناول جرعات أكثر من 3 غرامات في اليوم الواحد. والأثر السلبى الوحيد هو الإسهال. وتشمل الآثار المحتملة الأخرى المعاكسة زيادة إفراز الأكسالات وحصى الكلى، وزيادة إفراز حمض اليوريك، وزيادة امتصاص الحديد، وانخفاض امتصاص فيتامين B12 والنحاس، وزيادة الطلب على الاكسجين. وبالإضافة إلى ذلك، لوحظ  في حالة واحدة أن امرأة قامت بزرع كلية وتناولت جرعة عالية من فيتامين سي، أدى ذلك إلى وفاتها نتيجة ترسب أكسالات الكالسيوم التي دمرت الكلية الجديدة. وخلص الأطباء أن الجرعات العالية من فيتامين سي ينبغي تجنبها في المرضى الذين يعانون من الفشل الكلوي.[بحاجة لتوضيح]

### الجرعة المفرطة
كما نوقش سابقا، فيتامين سي لا يحتوي على سموم أو بكميات قليله جدا. حيث يتم قبول LD50 (وهي الجرعة التي تقتل 50% من السكان) وهو تناول 11900 ملليغرام [11.9 غراما] لكل كيلوغرام في الفئران.

## تفاعلات فيتامين سي مع الأدوية
الأدوية المصممة للحد من حمض المعدة، مثل مثبطات مضخة البروتون (مثبطات مضخة البروتون)، هي من بين أكثر الأدوية التي تباع على نطاق واسع في العالم. أوميبرازول (برايلوزيك)، حيث تم العثور على خفض التوافر الحيوي لفيتامين سي بنسبة 12% بعد 28 يوما من العلاج، بغض النظر عن المدخول الغذائي. وهي آلية محتملة للحد من فيتامين سي، حيث يتم رفع درجة الحموضة داخل المعدة إلى القلوية، وذلك ينطبق على جميع الأدوية PPI الأخرى، ولكن ليس بالضرورة استخدام جرعات كبيرة من مضخة البروتون للحفاظ على المعدة الحمضية قليلا. وفي دراسة أخرى، 40 ملغ / يوم من أوميبرازول خفض مستويات فيتامين سي في المعدة الخالية إلى 3,8-0,7 ميكروغرام / مل.
الأسبرين من الممكن أن يقلل من امتصاص فيتامين سي.

## لوائح
هناك لوائح في معظم البلدان والتي تحد من المطالبات على علاج الأمراض التي يمكن وضعها على الغذاء والدواء، والبطاقات الملصقة على المنتجات الغذائية. وتشمل اللائحة:
- يحظر مطالبات من التأثير العلاجي فيما يتعلق بمعاملة أي حالة طبية أو مرض من قبل إدارة الغذاء والدواء في الولايات المتحدة، والهيئات التنظيمية المناظرة في الدول الأخرى، ما لم يكن قد مر الدواء من خلال التجارب السريرية الراسخة مع محايدة الرقابة.
- فيالولايات المتحدة، الإشعار التالي إلزامي على الملصقات الغذائية، الأدوية، والمنتجات المواد الغذائية التي تقدم ادعاءات صحية: لم يتم تقييم تلك التصريحات من قبل إدارة الغذاء والدواء. هذا المنتج ليس لتشخيص المرض وعلاجه، أو لعلاج، أو منع أي مرض.[33]

## أبحاث

### السرطان
وقد شجع لينوس بولينغ على استخدام فيتامين سي بجرعات عالية لعلاج السرطان، بناء على دراسة 1976 المنشورة مع ايوان كاميرون التي ذكرت أن حقن فيتامين سي في الوريد حقق زيادة كبيرة في أعمار المرضى الذين يعانون من السرطان في مراحله المتقدمة. وانتقدت هذه المحاكمة من قبل المعهد الوطني للسرطان لكونها سيئة التصميم، وثلاث محاكمات لاحقة أجرى في مايو كلينيك لا يمكن تكرار هذه النتائج.
وفي الآونة الأخيرة، في التجارب الحيوانية، استخدام حمض الاسكوربيك عن طريق الوريد بجرعات عالية قد أعطى بعض الأمل في علاج السرطان. ولكن هذا لم يتم على تجارب معتمدة في البشر. وقد أظهرت التجارب السريرية الأولية في البشر أنه من غير المحتمل أن يكون " حبوب منع الحمل " معجزة لمرضى السرطان والمزيد من البحوث أمر ضروري قبل أي استنتاجات نهائية حول فعالية العلاج. ذكرت مراجعة عام 2010 من 33 بحث أن فيتامين سي يستخدم لعلاج السرطان "علينا أن نستنتج أننا ما زلنا لا نعرف ما إذا كان فيتامين سي لديه أي نشاط مضاد للأورام. كما أننا لا نعرف أي نوع من أنواع من السرطانات التي تستجيب لفيتامين سي. وأخيرا، فإننا لا نعرف ما هي الجرعة الموصى بها من فيتامين سي أيضا، إذا كان هناك بالفعل مثل هذه الجرعة، والتي يمكن أن تنتج استجابة ضد الورم.
ذكرت جمعية السرطان الأمريكية، «على الرغم من أن الجرعات العالية من فيتامين سي قد اقترحت كعلاج للسرطان، فإن الأدلة المتاحة من التجارب السريرية لم تظهر أي فائدة.» 

### الحروق
أجريت دراسة واحدة في عام 2000 استخدمت جرعات وريدية عالية من فيتامين سي (66 ملغ / كغ / ساعة على 24 ساعة، لجرعة من مجموع حوالي 110 غرام) بعد حروق شديدة، ولكن على الرغم من وصفها بأنها واعدة، لم تجرب من قبل المؤسسات المستقلة، وبالتالي ليست معالجة مقبولة على نطاق واسع. وبناء على تلك الدراسة، تعتبر جرعة عالية من حمض الاسكوربيك خيارا للنظر في العلاج المساعد بالإضافة إلى العلاجات الأساسية الأكثر قبولا. ومع ذلك، أشارت مقالة مراجعة طبية واحدة فيتامين سي في الجرعات العالية يمكن أن يكون ساما، وأوصت مزيد من التحقق من صحة الدراسات المستقبلية قبل استخدام هذا العلاج سريريا.